# Philosepedon forcipata
Philosepedon forcipata är en tvåvingeart som beskrevs av Quate 1967. Philosepedon forcipata ingår i släktet Philosepedon och familjen fjärilsmyggor. Inga underarter finns listade i Catalogue of Life.